# Веретёнки
Веретенки — деревня в составе сельского поселения Ядроминское Истринского района Московской области. Население — 9 чел. (2010).
Веретенки расположены в 13 км к западу от райцентра Истра и в 5 км от железнодорожной платформы Ядрошино Рижского направления, высота над уровнем моря 218 м.

## История
В XVI—XVIII веках Веретенки входили в состав Сурожского стана Московского уезда, в 1782—1796 годах — в Воскресенский уезд и затем в Новопетровскую волость Рузского уезда Московской губернии. При советской власти, с 1922 года деревня в составе нового Воскресенского уезда, с 3 июня 1929 года в составе Воскресенского района Московской области.

## Население
| 2002 | 2006 | 2010 |
| ---- | ---- | ---- |
| 10   | ↘9   | →9   |